# Critomolgus bulbipes
Critomolgus bulbipes is een eenoogkreeftjessoort uit de familie van de Rhynchomolgidae. De wetenschappelijke naam van de soort is voor het eerst geldig gepubliceerd in 1963 door Stock & Kleeton.